# Análisis ideal del observador
El análisis ideal del observador es un método para investigar cómo se procesa la información en un sistema perceptivo. También es un principio básico que guía la investigación moderna en percepción.
El observador ideal es un sistema teórico que realiza una tarea específica de manera óptima. Si hay incertidumbre en la tarea, entonces el rendimiento perfecto es imposible y el observador ideal cometerá errores.
El rendimiento ideal es el límite superior teórico de rendimiento. Teóricamente es imposible que un sistema real funcione mejor que el ideal. Por lo general, los sistemas reales solo son capaces de un rendimiento sub ideal.
Esta técnica es útil para analizar datos psicofísicos (ver psicofísica).

## Definición
Se han ofrecido muchas definiciones de este término.
Geisler (2003) (ligeramente redactado): el concepto central en el análisis del observador ideal es el observador ideal, un dispositivo teórico que realiza una tarea determinada de manera óptima dada la información disponible y algunas restricciones específicas. Esto no quiere decir que los observadores ideales se desempeñen sin error, sino que se desempeñen al límite físico de lo que es posible en la situación. El papel fundamental de la incertidumbre y el ruido implica que los observadores ideales deben definirse en términos probabilísticos (estadísticos). El análisis del observador ideal implica determinar el desempeño del observador ideal en una tarea dada y luego comparar su desempeño con el de un sistema perceptivo real, que (dependiendo de la aplicación) podría ser el sistema en su conjunto, un subsistema o un componente elemental del sistema (por ejemplo, una neurona).

## Análisis secuencial del observador ideal
En el análisis secuencial del observador ideal, el objetivo es medir el déficit de rendimiento de un sistema real (en relación con el ideal) en diferentes etapas de procesamiento. Tal enfoque es útil cuando se estudian sistemas que procesan información en etapas o módulos discretos (o semi-discretos).

## Tareas naturales y pseudo-naturales
Para facilitar el diseño experimental en el laboratorio, se puede diseñar una tarea artificial para que se pueda estudiar el rendimiento del sistema en la tarea. Si la tarea es demasiado artificial, el sistema puede ser alejado de un modo natural de operación. Dependiendo de los objetivos del experimento, esto puede disminuir su validez externa.
En tales casos, puede ser importante mantener el sistema funcionando de forma natural (o casi natural) diseñando una tarea pseudo-natural. Dichas tareas siguen siendo artificiales, pero intentan imitar las demandas naturales que se imponen a un sistema. Por ejemplo, la tarea podría emplear estímulos que se asemejan a escenas naturales y podría probar la capacidad del sistema para hacer juicios potencialmente útiles sobre estos estímulos.
Las estadísticas de escenas naturales son la base para calcular el rendimiento ideal en tareas naturales y pseudonaturales. Este cálculo tiende a incorporar elementos de la teoría de detección de señal, teoría de la información o teoría de la estimación.